# Rába (przedsiębiorstwo)
Rába – węgierski producent samochodów ciężarowych i autobusów mający swoją siedzibę w Győr na Węgrzech.

## Historia
Przedsiębiorstwo powstało w 1896 roku w Győr pod nazwą Magyar Waggon- és Gépgyár Részvénytársaság. Przedmiotem produkcji miały być wagony kolejowe. W 1897 roku powstała pierwsza 15-tonowa, dwuosiowa cysterna do ropy naftowej zbudowana na zlecenie Galicia-Carpathian Petroleum Company, następnie powstawały wagony pasażerskie i towarowe. W 1904 roku stworzony został w Győr pierwszy na świecie pojazd z napędem 4x4 ze skrętnymi kołami, projekt nadzorował Ferdinand Porsche, a w 1913 roku przedsiębiorstwo kupiło licencję na 5-tonowe ciężarówki Praga. W 1914 roku powstał pierwszy samochód osobowy – Rába Alpha. W 1927 roku została kupiona licencja od niemieckiej firmy Krupp na 3 i 5-tonowe ciężarówki wyposażone w 4 i 6-cylindrowe silniki, natomiast rok później licencja od Austro-Fiata na ciężarówki o ładowności 1,5 tony. Do 1951 roku powstało w fabryce ok. 2500 pojazdów. W 1937 roku kupiona została od MAN licencja na silniki Diesla, jednocześnie także rozpoczęły się prace nad silnikami lotniczymi. W 1939 roku Rába skonstruowała nową ciężarówkę dla armii o nazwie Botond i pierwsze 150 aut wyjechało z hal produkcyjnych 1 lipca 1939 roku.
13 kwietnia 1944 roku alianci zbombardowali fabrykę, odbudowa trwała do 1948 roku a pierwszym produktem stał się 45-tonowy dźwig parowy. Rába zajmowała się produkcją maszyn rolniczych oraz budową mostów drogowych, m.in. mostu Arpada w Budapeszcie. Na fali socjalistycznych nastrojów w 1961 roku nazwa przedsiębiorstwa została zmieniona na Wilhelm Pieck Waggon es Gepgyar, po trzech latach jednak wrócono do wcześniejszej nazwy. Pod koniec 1963 roku socjalistyczny rząd węgierski wydał zgodę na zakup licencji. Rába rozpoczęła długie rozmowy, które zakończyły się 6 stycznia 1967 rok podpisaniem licencji z konsorcjum Renault, Seri, MAN oraz Ferrostal, która dotyczyła 6-cylindrowych jednostek o mocy 110-188 kW. U MAN-a kupowane były silniki o pojemności 12 l i mocy 308 kW. Na targach w Budapeszcie Ikarus zaprezentował autobus dalekobieżny z silnikiem MAN-a, a Rába 16-tonowe ciężarówki z silnikiem 158 kW. Ich produkcja ruszyła rok później. Rába produkowała też ciągniki i naczepy. Obok 2000 ciężkich ciężarówek przedsiębiorstwo produkowało rocznie 200 000 przednich i tylnych mostów, 25 000 silników Diesla, 400 traktorów i wiele podzespołów. We współpracy z amerykańską firmą Steiger montowane były ciężkie traktory. Wagony kolejowe powoli stawały się produkcją uboczną. Oprócz pojazdów do transportu dalekobieżnego Rába montowała też wywrotki i betonomieszarki. Od 1980 roku ciężarówki Ráby otrzymały kabiny DAF-a. W 1984 roku ruszył montaż silników Rába-List. Wozy Rába eksportowane były do Egiptu, Libanu, Arabii Saudyjskiej oraz do krajów RWPG. W 1986 r. Rába montowała podwozia autobusowe. W połowie lat 80. Rába była drugim co do wielkości przedsiębiorstwem na Węgrzech. Zatrudniała 20 tys. pracowników, a poza Győr jej filie znajdowały się w Budapeszcie, Kaposvár, Mosonmagyaróvár, Kőszeg i Sarvar.
W 1992 roku Rába została przekształcona w spółkę akcyjną, a głównym udziałowcem stało się państwo węgierskie. Cztery lata później została przeprowadzona prywatyzacja, a w grudniu 1997 roku spółka weszła na giełdę. Powstała Rába Automotive Holding plc. Następnie Rába stworzyła spółkę joint venture z rosyjskim KAMAZem. Obecnie Rába-Kamaz eksportowane są do Polski, Rumunii, Serbii i do Czarnogóry. Przedsiębiorstwo produkuje także autobusy.

## Galeria

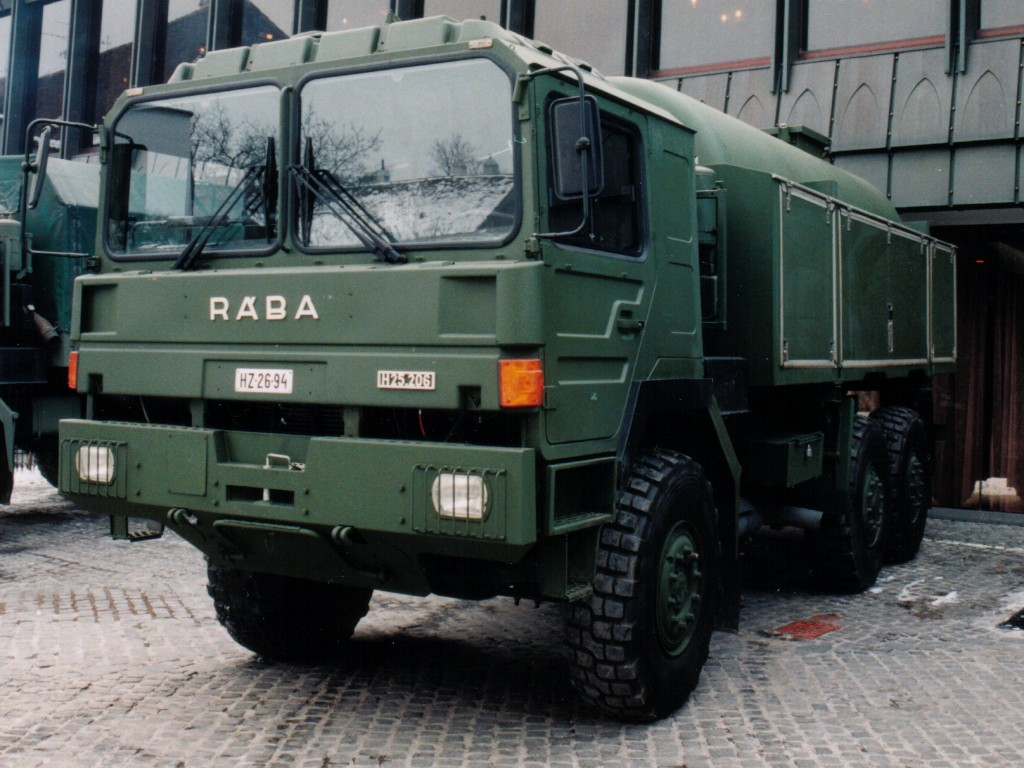
Rába H-25
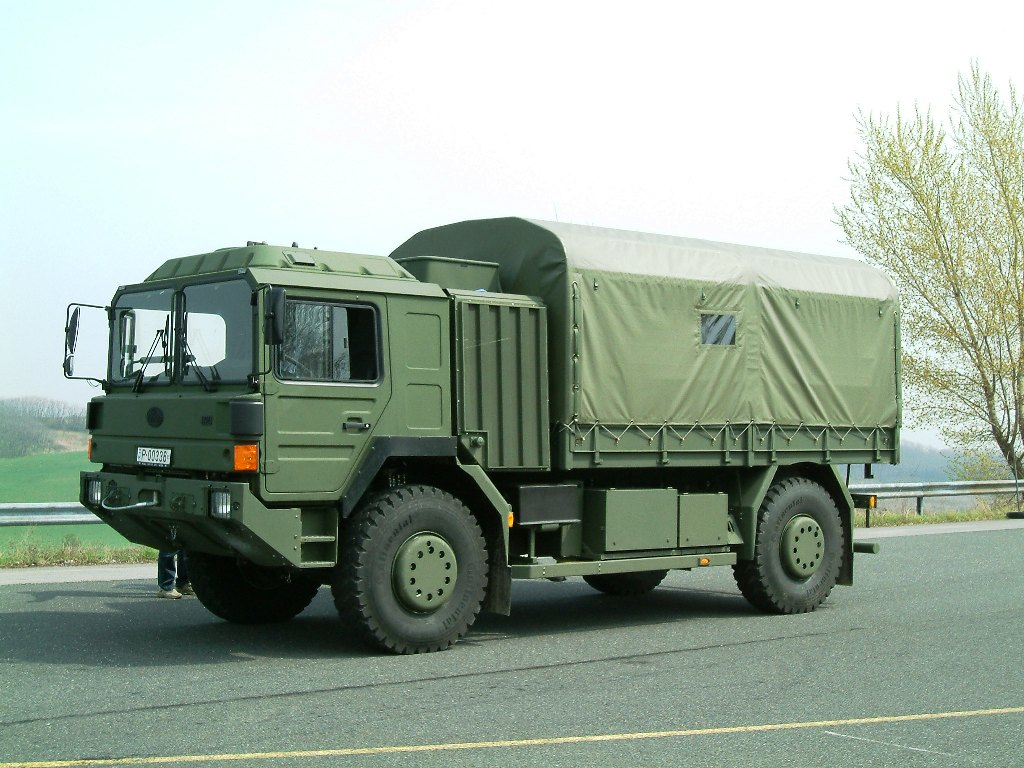
Rába H-14
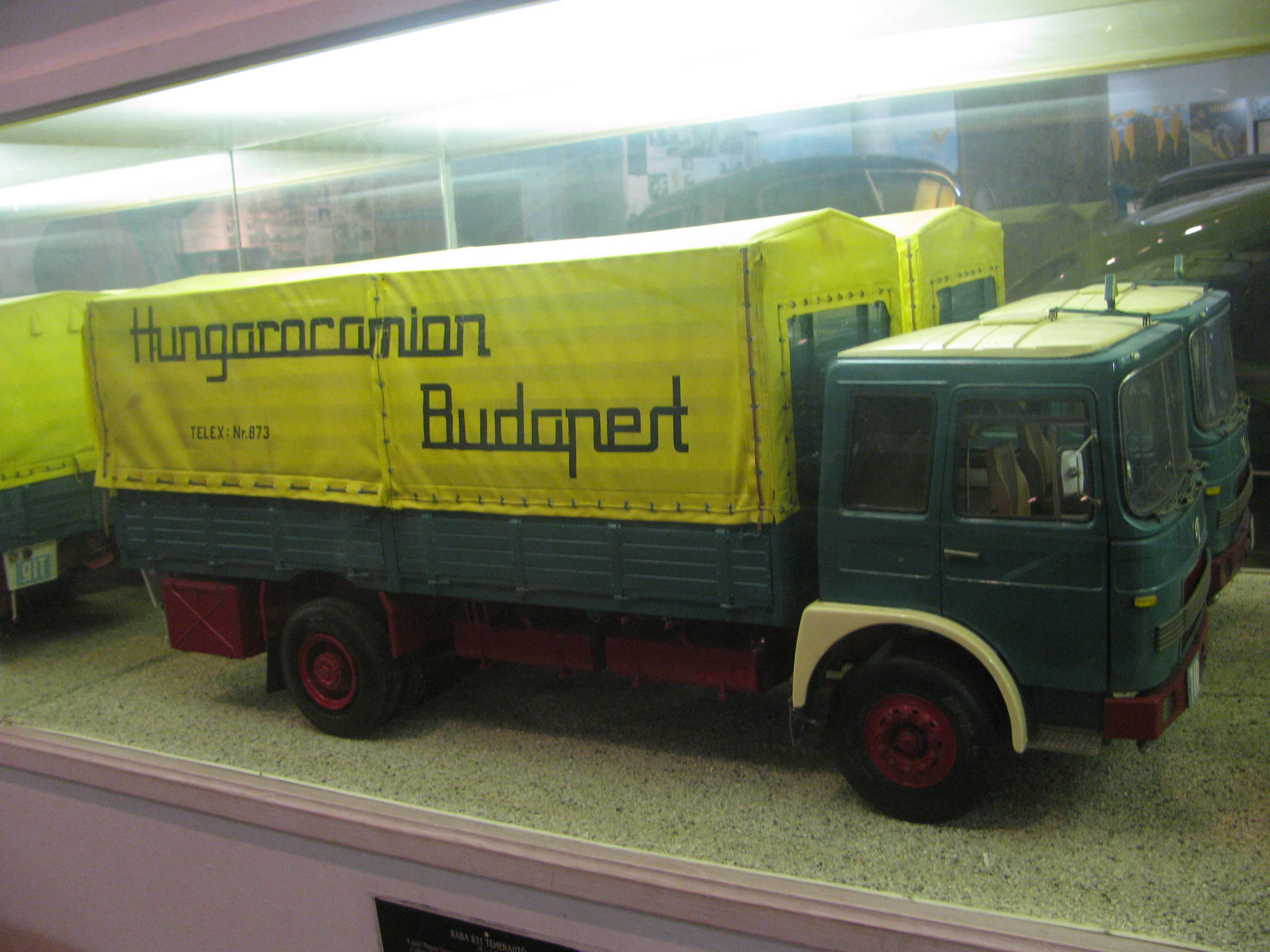
Rába 831
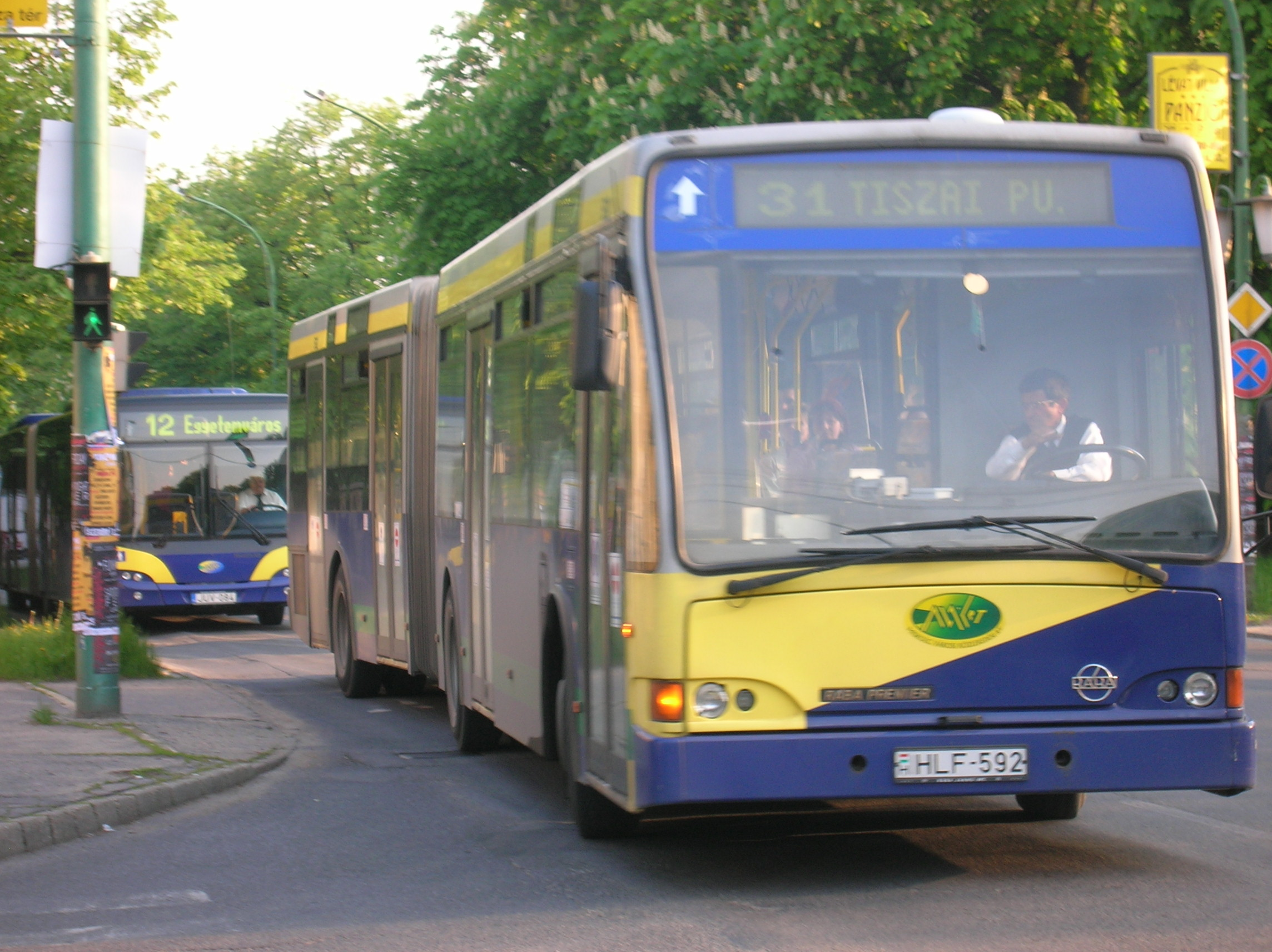
Rába Premier
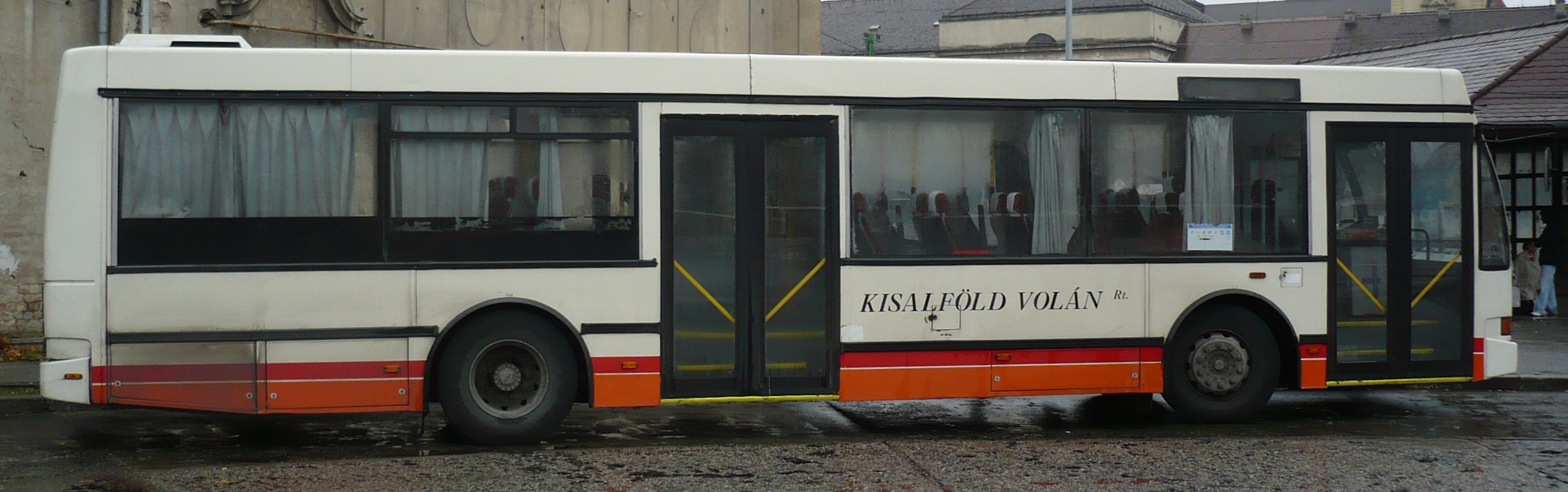
Rába Contact